# Букурещ
Букурѐщ (на румънски: București, [bukuˈreʃtʲ]) е столицата на Румъния, най-големият град и основният културен, промишлен и финансов център на страната. През 2022 г. населението на града е 1 716 983 души и е център на метрополен регион с население от 2 259 669 души.
Градът се намира в Долнодунавската равнина, на бреговете на река Дъмбовица и на по-малко от 70 km северно от Дунав. За пръв път се споменава в писмени документи от 1459 година, а през 1862 година става столица на Румъния.

## Наименование
Произходът на името на града е неясен. Легендата го свързва с неговия основател Букур, според различни варианти княз, престъпник, рибар, овчар или ловец. Според нея Букур се изгубил в гъста мъгла и след като се помолил на Господ, мъглата се вдигнала по чудо. В знак на признателност той построил малък параклис, около който впоследствие се заселили хора и така се родил днешният град Букурещ.
Османският пътешественик от XVII век Евлия Челеби приписва името на града на някой си Абу Кариш от арабския клан Бани Курейш. През 1781 година Франц Зулцер извежда етимологията от румънската дума bucurie („радост“), която от своя страна вероятно има дакийски произход. Други автори от XIX век го свързват с bukovie („букова гора“).

## География
Букурещ е разположен в югоизточната част на страната, намира се на 62 km от Плоещ, на 75 km от Русе, на 127 km от Силистра, на 384 km от българската столица София, на 80 km от румънското Търговище, на 87 km от Александрия, на 108 km от Бузъу, на 123 km от Синая и на 437 km от молдовската столица Кишинев. През града преминава река Дъмбовица.
Букурещ е втората най-замърсена столица в Европейския съюз по отношение на финия прах във въздуха след София. По отношение на зелените площи градът заема четвъртото най-лошо място с 23 m² зелени площи на жител (след Париж, Мадрид и Братислава).

### Климат
Климатът на града е умереноконтинентален. Зимите могат да бъдат ветровити, но вятърът обикновено се ограничава от урбанизацията. Летните температури често достигат 35 – 40 °C. Средната годишна температура е 10,8 °C, а средното количество годишни валежи е 643 mm.
| Климатични данни за Букурещ           | Климатични данни за Букурещ | Климатични данни за Букурещ | Климатични данни за Букурещ | Климатични данни за Букурещ | Климатични данни за Букурещ | Климатични данни за Букурещ | Климатични данни за Букурещ | Климатични данни за Букурещ | Климатични данни за Букурещ | Климатични данни за Букурещ | Климатични данни за Букурещ | Климатични данни за Букурещ | Климатични данни за Букурещ |
| Месеци                                | яну.                        | фев.                        | март                        | апр.                        | май                         | юни                         | юли                         | авг.                        | сеп.                        | окт.                        | ное.                        | дек.                        | Годишно                     |
| Абсолютни максимални температури (°C) | 17,1                        | 24,4                        | 29,0                        | 32,2                        | 36,9                        | 39,0                        | 42,2                        | 41,0                        | 38,5                        | 35,2                        | 25,1                        | 18,4                        | 42,2                        |
| Средни максимални температури (°C)    | 2,8                         | 5,5                         | 11,4                        | 18,0                        | 24,0                        | 27,7                        | 29,8                        | 29,8                        | 24,6                        | 17,9                        | 9,8                         | 3,8                         | 17,1                        |
| Средни температури (°C)               | −1,3                        | 0,4                         | 5,4                         | 11,2                        | 16,8                        | 20,6                        | 22,5                        | 22,0                        | 16,9                        | 11,0                        | 4,7                         | −0,2                        | 10,8                        |
| Средни минимални температури (°C)     | −4,8                        | −4                          | 0,1                         | 4,9                         | 9,6                         | 13,6                        | 15,4                        | 14,9                        | 10,5                        | 5,4                         | 0,6                         | −3,4                        | 5,2                         |
| Абсолютни минимални температури (°C)  | −32,2                       | −29                         | −19,9                       | −9,5                        | −3,9                        | 4,5                         | 7,4                         | 5,2                         | −3,1                        | −8                          | −19,4                       | −25,6                       | −32,2                       |
| Средни месечни валежи (mm)            | 37                          | 37                          | 44                          | 50                          | 56                          | 83                          | 70                          | 56                          | 64                          | 53                          | 46                          | 48                          | 643                         |
| Средно количество слънчеви часове     | 70.6                        | 84.5                        | 138.0                       | 184.8                       | 246.3                       | 265.8                       | 289.2                       | 281.4                       | 224.1                       | 177.4                       | 87.5                        | 62.8                        | 2112                        |
| ------------------------------------- | --------------------------- | --------------------------- | --------------------------- | --------------------------- | --------------------------- | --------------------------- | --------------------------- | --------------------------- | --------------------------- | --------------------------- | --------------------------- | --------------------------- | --------------------------- |
| Източник: Погода и Климат             |                             |                             |                             |                             |                             |                             |                             |                             |                             |                             |                             |                             |                             |

## История
Най-ранните сведения за Букурещ се отнасят към 1459 година, когато крепостта е една от резиденциите на влашкия владетел Влад Цепеш. През 1476 година градът е разграбен от молдовския княз Стефан Велики, но запазва значението си на важно влашко укрепление. Градът и крепостта му са допълнително укрепени в средата на 16 век от княз Мирчо V Чобан. През следващите десетилетия градът е неколкократно разграбван от претенденти за влашкия трон и от османски войски, а след бунт през 1594 година е почти напълно разрушен от Синан паша.
В началото на 17 век градът постепенно се възстановява и при войводата Матей Басараб е една от двете столици на Влашко, наред с Търговище. През 1655 година е превзет за кратко от разбунтували се сеймени, а войводата Константин Щербан сам запалва града, за да не бъде превзет от съперниците му. Въпреки това с нарастването на османското влияние и на търговските връзки с Балканите, Букурещ, който се намира в южната част на Влашко, увеличава значението си и в края на 17 век вече е най-големят град в страната.
През 18 век, с утвърждаването на управлението на фанариотите, Букурещ става безспорна столица на Влашко. Градът на няколко пъти е завземан от хабсбургски (1716, 1737) и руски (1769, 1771, 1806, 1828) войски.
Столицата на Румъния е наричана Малкия Париж както заради известната прилика с френската столица (характерната архитектура в града от 19 век, протичащата река, Триумфалната арка), така и поради стремеж да се подчертае европейското в Букурещ.
При избухването на Балканската война в 1912 година 8 души от Букурещ са доброволци в Македоно-одринското опълчение.
През Втората световна война, като столица на държава от Оста и транзитна точка на войските към Източния фронт, Букурещ претърпява тежки щети от съюзнически бомбардировки. На 23 август 1944 г. в Букурещ се извършва преврат, който превръща Румъния в съюзническа страна. Градът тогава претърпява кратък период от бомбардировки на Луфтвафе, както и провален опит на германците да си върнат града.
След установяването на социализъм в Румъния, градът продължава да расте. Построени са нови райони, повечето с жилищни блокове. Под ръководството на Николае Чаушеску голяма част от историческия център на града е разрушена и заменена от сгради в стил социалистически реализъм. На 4 март 1977 г. Вранчанското земетресение, на около 135 km от столицата, погубва 1500 души и причинява допълнителни щети по историческия център.

## Население
| Година: | 1800   | 1859    | 1900    | 1918    | 1930    | 1966      | 1992      | 2002      | 2011      |
| Жители  | 32 000 | 122 000 | 282 000 | 383 000 | 639 000 | 1 452 000 | 2 064 474 | 1 926 334 | 1 883 425 |

Населението се увеличава бързо през последните 2 века и Букурещ става важен център. Това е отчасти поради урбанизацията на румънците, които в по-голямата си част до 19 век живеят в селата. Днес 9% от населението на Румъния живее в Букурещ.
Средната продължителност на живота в Букурещ през 2000 – 2002 г. е 73,1 години, или с близо 2 години по-висока от тази в другите румънски селища.
Около 96,6% от населението на Букурещ е представено от румънци. Други етнически групи със значително присъствие са: цигани, унгарци, евреи, турци, китайци и германци. Към 1930-те години евреите са втората най-голяма етническа група, живееща в Букурещ.

### Българи
Броят на българите се оценява на около 7 000 души, населяват основно кварталите – бившите села Дудещ и Чопля (в Сектор 3) и квартал Гюлещи Сърби (в Сектор 6).

## Икономика
Букурещ е центърът на румънската икономика и промишленост, отговорен за около 23% (2013 г.) от БВП на страната, бидейки населяван от 9% от населението ѝ. През 2016 г. Букурещ има БВП на глава от населението, равняващ се на 20 500 евро, което е 122% от средното за Европейския съюз и над двойно повече от средното за Румъния. След относителна стагнация през 1990-те години силният икономически растеж на града възражда инфраструктурата и води до развиването на търговски центрове, жилищни зони и високи офис сгради. Към януари 2013 г. Букурещ има ниво на безработицата от 2,1%, което е значително по-ниско от националното ниво – 5,8%.
Икономиката на столицата е фокусирана върху промишлеността и услугите, като последните претърпяват особен растеж през последните 10 години. Седалищата на 186 000 фирми, включително почти всички по-големи румънски компании, се намират в Букурещ. Важен източник на доходи в последно време е бързо разрастващия се имотен и строителен сектор. Букурещ е и най-големият център за информационни технологии и комуникации на Румъния.
Градът търпи бум на магазини, като супермаркети и хипермаркети се откриват всяка година. Търговски центрове се строят още от края на 1990-те години.

## Транспорт
Мрежата на градския транспорт на Букурещ е най-голямата в страната и една от най-големите в Европа. Съставена е от Букурещкото метро и наземна транспортна система от автобуси, трамваи, тролеи и лекорелсов транспорт. Към 2007 г. има наложено ограничение от 10 000 таксиметрови лиценза.
Букурещ е центърът на националната железопътна мрежа на страната. Главната гара е Гара де Норд, предоставяща връзка с всички големи градове из страната, както и до международни дестинации като: София, Варна, Белград, Кишинев, Киев, Чернивци, Лвов, Солун, Виена, Будапеща, Истанбул, Москва и други.
Градът разполага с още пет железопътни гари. Те са в процес на интеграция в градска железница, обслужваща Букурещ и околния окръг Илфов. Седем основно линии излизат от Букурещ.
Най-старата гара в Букурещ е Филарет. Тя е отворена през 1869 г., но през 1960 г. комунистическото правителство я превръща в автобусен терминал.
Букурещ разполага с две международни летища:
- Анри Коанда, намиращо се на 16,5 km северно от центъра на града в град Отопени, Илфов. Това е най-натовареното летище в Румъния, като през 2014 г. през него минават 8 317 168 пътници.[14]
- Аурел Влайку е бизнес летището на града. Намира се само на 8 km северно от центъра на града.

Букурещ е важен кръстопът в националната пътна система на Румъния. Няколко от най-натоварените пътища и магистрали в страната свързват града с всички по-големи румънски градове, както и със съседни страни като България, Унгария и Украйна. Магистралите А1 до Питещ, А2 до Добруджа и Констанца и А3 до Плоещ започват от Букурещ.
Пътищата на града обикновено се задръстват по време на час пик, поради повишаване на притежателите на автомобили напоследък. Към 2013 г. броят на регистрираните автомобили в Букурещ е 1 125 591. Това бързо разрушава пътищата, което е един от основните инфраструктурни проблеми на града.
Макар да се намира при бреговете на река, Букурещ никога не е функционирал като пристанищен град, докато други градове като Констанца и Галац играят ролята на главни пристанища. Незавършеният канал Дунав-Букурещ, който е 73 km дълъг и на 70% завършен, би могъл да свързва Букурещ с река Дунав и чрез канала Дунав – Черно море с Черно море. Работите по канала обаче са спрени през 1989 г.

## Култура
Покровител на града е свети Димитър Басарбовски, роден в българското село Басарбово, което се намира на около 7 km южно от град Русе, в долината на река Русенски Лом. Мощите на свети Димитър Басарбовски се намират в патриаршеската църква в центъра на Букурещ.
В Букурещ се намира втората по големина (след Пентагонa в САЩ) административна сграда в света – Палата на парламента на Румъния.

## Галерия
- Букурещ през 1837 година
- Патриаршеската катедрала
- Сгради в центъра на града
- Букурещкото метро на станция Пипера
- Националният стадион в Букурещ

## Известни личности
Родени в Букурещ
- Никола Богориди (1820 – 1863), политик
- Корнелиу Вадим Тудор (р. 1949), политик
- Мирча Елиаде (1907 – 1986), културолог
- Владимир Каракашов (1877 – 1966), български финансист
- Корина Кириак (р. 1949), певица
- Корина Крецу (р. 1967), политик
- Михай Крецу (р. 1957), музикант
- Флорентин Петре (р. 1976), футболист
- Джика Петреску (1915 – 2006), музикант
- Александру Пицурка (р. 1983), футболист
- Калин Попеску-Търичану (р. 1952), политик
- Аретия Тътъреску (1889 – 1968), общественичка
- Делия Матаке (р. 1982), певица

Починали в Букурещ
- Александру Авереску (1859 – 1938), политик
- Георге Апостол (1913 – 2010), политик
- Маринчо Бенли (1809 – 1875), български общественик
- Евлоги Георгиев (1819 – 1897), български предприемач
- Георге Георгиу-Деж (1901 – 1961), политик
- Димитър Димов (1909 – 1966), български писател
- Константин Доброджану-Геря (1855 – 1920), общественик
- Александър Ставре Дренова (1872 – 1947), албански поет
- Тома Караджиу (1925 – 1977), актьор
- Димитриос Катардзис (1730 – 1807), гръцки просветен деец
- Стефан Михайляну (? – 1900), публицист
- Ана Паукер (1893 – 1960), политик
- Джика Петреску (1915 – 2006), музикант
- Иван Попов (1890 – 1944), български дипломат и политик
- Георги Раковски (1821 – 1867), български революционер
- Михаела Рунчану (1955 – 1989), румънска певица и учителка
- Софроний Врачански (1739 – 1813), български духовник
- Аретия Тътъреску (1889 – 1968), общественичка
- Георге Тътъреску (1886 – 1957), политик
- Дейвид Хемингс (1941 – 2003), английски актьор
- Киряк Цанков (1847 – 1903), български революционер и дипломат

Други личности, свързани с Букурещ
- Георги Атанасович (1821 – 1892), лекар и политик, работи в града през 1849 – 1878
- Ролан Барт (1915 – 1980), френски философ, преподава в града през 1948 – 1950
- Христо Ботев (1848 – 1876), български революционер, живее в града през 1871 – 1876
- Йордан Йовков (1880 – 1937), български писател, живее в града през 1920 – 1927
- Любен Каравелов (1834 – 1879), български революционер и писател, живее в града през 1869 – 1878
- Сава Киров (1893 – ?), български дипломат, посланик през 1936 – 1940
- Олимпий Панов (1852 – 1887), български офицер, живее в града през 1867 – 1875
- Жул Паскин (1885 – 1930), художник, живее в града през 1892 – 1895
- Георги Странски (1847 – 1904), български революционер и политик, живее в града през 1864 – 1878
- Иван Фичев (1860 – 1931), български офицер и дипломат, посланик през 1921 – 1924
- Христофор Хесапчиев (1858 – 1938), български офицер и дипломат, посланик през 1909 – 1911